# Trupiál ekvádorský
Trupiál ekvádorský (Icterus graceannae) je pěvec z čeledi vlhovcovitých (Icteridae) a rodu Icterus. Jeho domovinou je Ekvádor a Peru. Jeho přirozeným prostředím jsou subtropické suché lesy a subtropické nebo tropické vlhké nížinné lesy, kde obývá klenby stromů.
Druh Icterus graceannae byl pojmenován v roce 1867 přírodovědcem Johnem Cassinem na počest jeho chráněnky Graceanny Lewis. Jeho popis tohoto druhu byl poprvé publikován akademií přírodních věd ve Filadelfii.

## Ohrožení

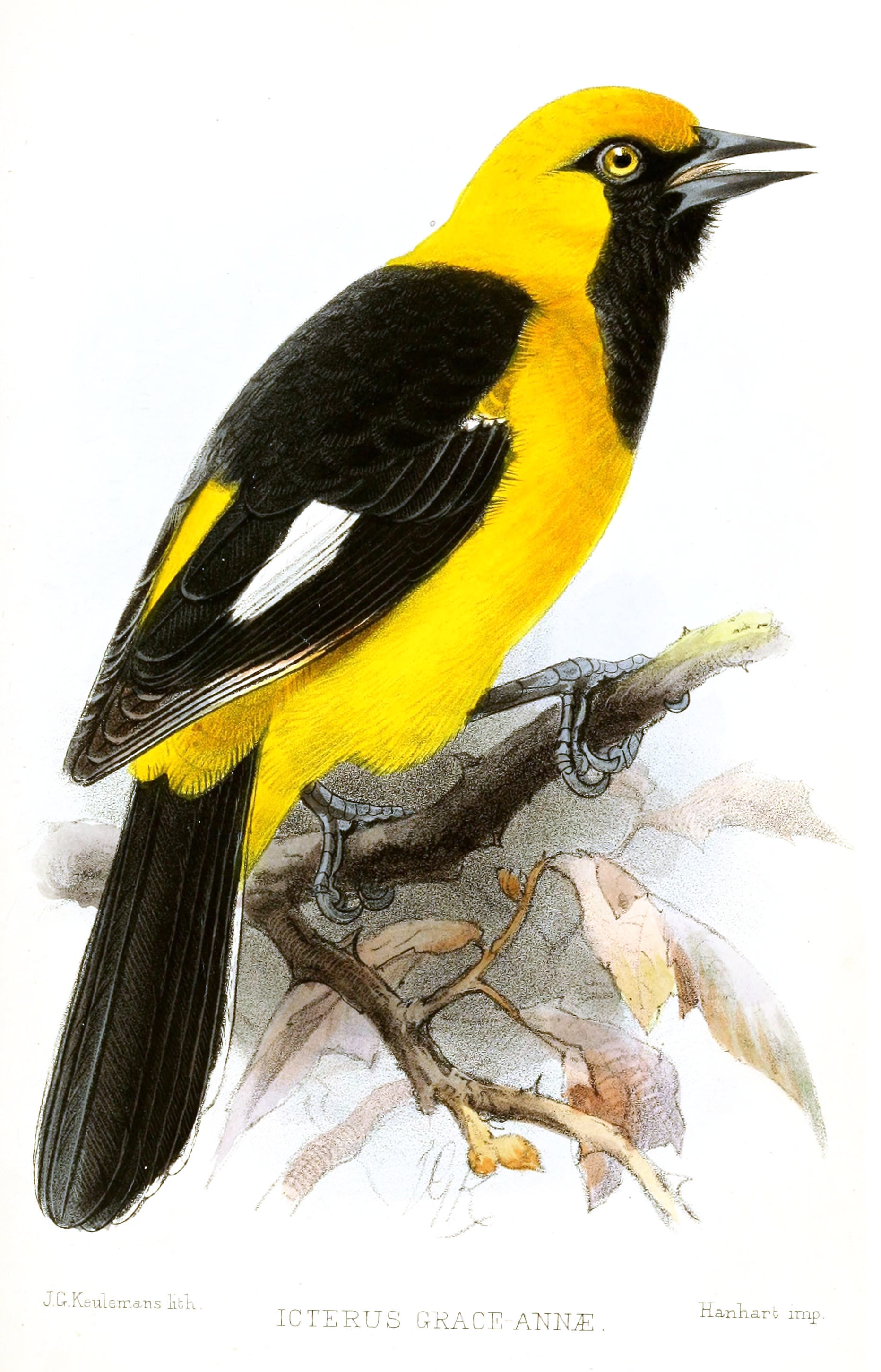

Díky velkému areálu rozšíření a různorodosti vhodného prostředí je populace tohoto druhu považována za minimálně ohroženou. I když nikdy neproběhlo sčítání těchto ptáků, populace se zdá být velká a stabilní a nedosahuje hodnot pro zranitelné druhy. Z tohoto důvodu je trupiál ekvádorský hodnocen organizací Birdlife International jako málo dotčený druh.